# Jacek Fafiński
Jacek Fafiński (ur. 21 października 1970 w Lubawie) – polski zapaśnik, medalista olimpijski.

## Życiorys
Zapaśnik stylu klasycznego, reprezentował barwy LKS Sokół Lubawa, Zagłębia Wałbrzych i Legii Warszawa. Największe sukcesy odnosił w wadze półciężkiej. Siedmiokrotny zdobywca mistrzostwa Polski.
Podczas Igrzysk Olimpijskich w Atlancie w 1996 wywalczył srebrny medal przegrywając w finale z Wjaczesławem Olejnikiem z Ukrainy.
Jacek Fafiński w trakcie swojej kariery sportowej wywalczył m.in.:
- srebrny medal w Igrzyskach Olimpijskich w Atlancie
- dwa brązowe medale w Wojskowych Igrzyskach CISM
- srebrny medal w drużynowych mistrzostwach świata seniorów
- srebrny medal w akademickich mistrzostwach świata
- dziewięć tytułów Mistrza Polski seniorów
- kilkadziesiąt medali w międzynarodowych turniejach zapaśniczych

## Odznaczenia
- Złoty Krzyż Zasługi (2 września 1996, za wybitne osiągnięcia sportowe)[1]